# Данько, Елена Яковлевна
Еле́на Я́ковлевна Данько́ (21 декабря 1897  [2 января 1898], Парафиевка, Черниговская губерния — 14 марта 1942[…]) — русская советская писательница, поэтесса и художница.

## Биография
Родилась 21 декабря 1897 года (2 января 1898 года) в селе Парафиевка (ныне Ичнянский район, Черниговская область, Украина) в семье революционеров-народовольцев, железнодорожных служащих — Якова Афанасьевича и Ольги Иосифовны (Осиповны) Данько. Старшая сводная сестра — скульптор-керамист Наталья Данько. Детство провела в Москве и в Вильно.
В 1908 году поступила в частную женскую гимназию Е. А. Крюгер в Киеве, в 1915 году окончила курс с золотой медалью. Начальное художественное образование получила в школе живописи Александра Мурашко в Киеве.
В 1915 году переехала в Москву, где брала уроки в студиях Ильи Машкова и Фёдора Рерберга. Как художница находилась под влиянием А. А. Сидорова. Занималась также офортом у А. В. Манганари.
В 1916—1917 годах работала в канцелярии Инженерно-строительного управления Земгора, затем перешла на работу в Народный Комиссариат по просвещению (1917—1918). Познакомилась с О. Д. Форш и К. А. Фединым, ставшими её наставниками в литературной работе. Увлекалась антропософией; посещала лекции Андрея Белого.
В 1918 году переехала в Петроград, где прожила до конца жизни.
В 1918—1922 годах писала стихи, собранные ею в сборник «Простые муки» (Пг., 1922).
В 1919 году вступила в члены Вольной философской ассоциации (Вольфила). Участвовала в деятельности Вольфилы до 1924 года.
С февраля 1919 года начала работать помощником техника, затем кукловодом в кукольном театре «Студия», под руководством Л. В. Шапориной, ставшей ближайшей подругой художницы. Создала инсценировки для спектаклей кукольного театра («Красная шапочка», «Сказка о Емеле-дураке», «Гулливер в стране лилипутов» (1928), «Пряничный домик», «Дон-Кихот» и др.) В период 1920—1930-х годов на сценах ленинградских кукольных театров постоянно шли многочисленные спектакли по инсценировкам Данько. С 1923 года состояла членом литературной коллегии «Театра юных зрителей».

## Работа наПетроградском (Ленинградском) фарфоровом заводе
С 1919 по 1924 год работала на Петроградском (Ленинградском) фарфоровом заводе художницей по росписи фарфора. Первые её росписи в фарфоре имели орнаментальный или цветочный характер («Венок с серой розой», «Васильки и зелёные птички»), относились к крестьянской тематике или изображали пейзажи. В 1924—1925 годах училась в Петроградской Академии художеств (класс К. П. Петрова-Водкина), поступив туда по ходатайству фарфорового завода, однако, вскоре бросила её из-за несогласия с методикой преподавания живописи.
В начале 1920-х годов создала несколько моделей в мелкой пластике (сделанных в соавторстве с сестрой, Натальей): наиболее популярная работа — «Освобождённый Восток» («Турчанка»), также «Грузинка с кувшином на плече», «Пионер с барабаном»). В середине 1924 года была уволена с завода. За время своей работы в живописной мастерской создала немало значительных работ, многие из них выставлялись в разное время на советских и зарубежных выставках.
С 1922 года изучала историю керамики. В 1923 году журнал «Художественный труд» напечатал её статью о советском художественном фарфоре. Позднее написала ряд популярных книг по истории фарфора: «Ваза Богдыхана» (М.—Л.: Радуга, 1925), «Фарфоровая чашечка» (Л.: Гос. изд., 1925), «Китайский секрет» (М.—Л.: Гос. изд., 1929, иллюстрации Николая Лапшина).
В 1930-е годы совмещая литературную и художественную работу, возвратилась к работе на Государственном фарфоровом заводе, где работала над росписью мелкой пластики. Занималась изучением истории Ленинградского фарфорового завода, работала в архивах. Работала над книгой «Фарфоровый завод в 18 веке» (не издана). В начале 1941 года закончила редактировать первую часть этого труда. Глава из этой книги помещена как вводная статья к каталогу «Государственный фарфоровый завод им. М. В. Ломоносова» (Л.: Гос. контора справочников и каталогов, 1938).

## Литературная деятельность
В 1925 году познакомилась с С. Я. Маршаком, под его влиянием начала писать книги для детей. Занималась вопросом оформления детской книги, хотя сама никогда не иллюстрировала свои книги, уступая решение вопроса об их оформлении В. В. Лебедеву. В числе иллюстраторов книг Данько — Б. Кустодиев, В. Лебедев, Е. Хигер, В. Ватагин, Н. Лапшин, Д. Бушен, Е. Эвенбах, М. Езучевский, В. Конашевич, Н. Куприянов и другие художники. Активно популяризировала детскую книгу. Художник Виталий Бианки называл Данько «умнейшей женщиной Ленинграда».
С середины 1920-х годов входила в литературное общество «Ленинградская Ассоциация Неоклассиков», чьи заседания с 1925 года проходили на квартире Фёдора Сологуба. Написала воспоминания о Ф. К. Сологубе (опубликованы в 1992 году).
В 1923—1924 годах, поддерживая знакомство с А. А. Ахматовой, дала ряд её портретных зарисовок.
В 1925—1927 годах работала секретарём секции детской литературы Ленинградского отделения Всероссийского Союза Советских писателей. С этого времени являлась членом правления Союза писателей. С 1926 по 1932 год занимала должность секретаря правления Ленинградского отделения Всероссийского союза писателей.
В 1934 году вступила в члены СП СССР.
В 1931 году написала повесть «Деревянные актёры» — о куклах-марионетках и бродячих кукольниках Италии, Германии, Франции во второй половине XVIII века.
С апреля по сентябрь 1938 года в журнале «Чиж» печаталась пьеса «Буратино у нас в гостях», а в 1941 году отдельным изданием вышла её новеллизация. Это была сказочная повесть «Побеждённый Карабас», являющаяся продолжением сказки «Золотой ключик, или Приключения Буратино» А. Н. Толстого. Герои книги попадают в довоенный Ленинград. Книга неоднократно переиздавалась с иллюстрациями Владимира Конашевича и Леонида Владимирского.
В 1940 году написала автобиографический роман «Юность, или Ключ к характеру одной немолодой особы. Эскиз романа, который никогда не будет написан». Незавершённой работой Данько осталась также биографическая книга о Вольтере, над которой она работала в 1930-е годы.
Несмотря на сравнительно скромное по объёму писательское наследие, Данько оставила свой заметный след в истории русской детской литературы 1920—1930-х годов, и прежде всего такого жанрового направления, как научно-художественная проза.

## Блокада
В августе 1941 года Ленинградский отдел художественного фонда СССР ходатайствовал об эвакуации Данько в Ташкент, но она отказалась и оставалась в городе до февраля 1942 года.
27 февраля 1942 года выехала в эвакуацию в Ирбит вместе с сестрой Натальей и матерью Ольгой. Через несколько дней, будучи в поезде на маршруте между Москвой и Ярославлем, Данько и её мать скончались от последствий истощения; обе были похоронены на одном из полустанков в пути, поэтому место захоронения осталось неизвестно. Наталья Данько сумела продержаться до Ирбита и умерла там 18 марта.

## Адреса
- С июня 1935 года по февраль 1942 года: набережная канала Грибоедова, д. 9 , кв. 57.